# Tall Chalil
Tall Chalil – wieś w Syrii, w muhafazie Al-Hasaka. W 2004 roku liczyła 434 mieszkańców.